# فرانك ر. بورنس
فرانك ر. بورنس (بالإنجليزية: Frank R. Burns)‏ هو لاعب كرة قاعدة أمريكي، ولد في 16 مارس 1928، وتوفي في 14 يوليو 2012 في Holland, Pennsylvania ‏ في الولايات المتحدة.

## وصلات خارجية
- فرانك ر. بورنس على موقع إن إن دي بي (الإنجليزية)